# Інтермеццо (фільм)
«Інтермецо» (англ. Intermezzo)  — американський фільм-мелодрама 1939 року з Інгрід Бергман і Леслі Говардом у головних ролях.
Це рімейк однойменного шведського фільму 1936 року, в якому головну жіночу роль також виконала Бергман. Цей фільм мав величезний успіх у Європі. Голлівудський продюсер Девід О. Селзнік вирішив заново екранізувати цю історію в США, запросивши на головну роль усе ту ж скандинавську акторку. Їй було запропоновано величезну суму в 2,5 тисячі доларів за тиждень зйомок. Картина стала дебютом Бергман в Голлівуді.

## Сюжет
Голґер Брандт, знаменитий скрипаль, через гастролі змушений часто залишати родину, та тужить за любов'ю. Дружина Маргіт зайнята домом і дітьми, тож не може бути з ним поруч і повною мірою розділити його успіху. Їхні відносини перетерплюють кризу, і саме в цей час з'являється найнята для маленької дочки Анн-Марі молода вчителька музики, піаністка Аніта. Вона відразу ж зачарувала Голґера, виконавши фортепіанний концерт у них вдома в колі близьких друзів. Але й сама Аніта не залишається байдужою до музиканта, близькому їй за духом. Вони починають таємно зустрічатися в тихих кав'ярнях, ресторанчиках, але Аніту не приваблює роль вічної коханки, для зустрічей з якою існують тільки темні кути. Вона говорить про це Гольгеру й хоче виїхати у своє рідне місто.
Збентежений таким безкомпромісним поводженням дівчини, музикант знаходить у собі сили порвати з родиною, і встигає застати свою кохану на пероні, перед самим відходом поїзда. Разом вони грають ряд чудових концертів у різних країнах світу. Спочатку ніщо не заважає їхньому щастю в містечку на березі Балтійського моря, але незабаром Голґер починає нудьгувати за домом, особливо за улюбленою донькою. Це ранить Аніту, підриваючи її віру в те, що вона єдина жінка для нього. Попри це, одержавши від академії грант, вона відмовляється від нього. Не бажаючи залишати Голґера надовго, вона спалює папір перед ним. Але сумніви Аніти усе дедалі сильніше, і вона не в змозі перебороти їх.
Давній знайомий Гольґера, при зустрічі зауважує їй, що він давно тужить за родиною — і пропонує їй самої зробити вибір. Аніта ясно розуміє, що у житті свого коханого вона була лише «інтермецо» — так називається невелика музична п'єса, що виконується в проміжку між основними частинами великого музичного твору. Цього разу вона покидає його назавжди. Голґер, в свою чергу, вирушає відвідати Анн-Марі. Донька, виходячи зі школи й побачивши батька, кидається до нього назустріч, і її збиває машина, яку вона не помітила в пориві радості. Батько приносить дівчинку додому, з нею все гаразд. Провівши з нею час, Голґер хоче піти з дому, припускаючи, що для нього тут більше немає місця. Але дружина зупиняє його у відкритих дверей.

## У ролях
- Леслі Говард — Голґер Брандт
- Інгрід Бергман — Аніта Гоффман
- Една Бест — Маргіт Брандт
- Джон Голлідей — Томас Стенборг
- Сесіл Келлауей — Чарльз Молер
- Анн Е. Тодд — Анн-Марі Брандт
- Дуглас Скотт — Ерик Брандт
- Елінор Весселгуфт — Емма